# Zło (film)
Zło (szw. Ondskan) – szwedzki dramat filmowy z 2003 roku w reżyserii Mikaela Håfströma, zrealizowany na podstawie powieści autobiograficznej powieści Jana Guillou pod tym samym tytułem. Zgłoszony przez jury nagrody Guldbagge jako szwedzki kandydat do Oscara i otrzymał nominację.

## Zarys fabuły
Akcja rozgrywa się w 1959 roku w Sztokholmie. Film opowiada historię szesnastoletniego Erika, który - wyrzucony ze szkoły za pobicie - zostaje wysłany do kolejnej placówki. Tam musi stawić czoła kolejnym prześladowcom.

## Obsada
- Andreas Wilson jako Erik Ponti
- Henrik Lundström jako Pierre Tanguy
- Gustaf Skarsgård jako Otto Silverhielm
- Linda Zilliacus jako Marja
- Jesper Salén jako Gustaf Dalén
- Peter Eggers jako Karl von Rosen
- Filip Berg jako Carl-Johan
- Johan Rabaeus jako ojczym Erika
- Marie Richardson jako matka Erika
- Magnus Roosmann jako Tosse Berg
- Ulf Friberg jako Tranströmer
- Lennart Hjulström jako Lindblad
- Mats Bergman jako Melander
- Kjell Bergqvist jako Ekengren
- Fredrik af Trampe jako von Schenken
- Petter Darin jako von Seth